# ماكسيم رايموند
ماكسيم رايموند هو سياسي كندي، ولد في 25 ديسمبر 1883 في كندا، وتوفي في 13 يوليو 1961. حزبياً، نشط في الحزب الليبرالي الكندي. وقد انتخب عضو مجلس العموم الكندي.